# Garra makiensis
Garra makiensis és una espècie de peix d'aigua dolça de la família dels ciprínids i de l'ordre dels cipriniformes, endèmic de les conques dels rius Awash i Omo a Etiòpia.

Els adults poden assolir els 16 cm de longitud total.